# 용성전 (일본)
일본 용성전(일본어: 日本 竜星戦)는 일본기원에서 주최, 주관하고 주식회사 바둑 장기 채널이 협찬하는 일본의 바둑 기전이다.

## 상금
- 우승 상금 600만엔(약 6,500만원).

## 대회규정
- 예선 96명에 의한 토너먼트 이후, 16명에 의한 본선 토너먼트를 치른다.
- 전기 우승 결정 토너먼트 진출자, 타이틀 홀더, 여류 타이틀 홀더에게 시드가 주어진다.
- 제한시간 없이 1수 30초에, 1분 초읽기 10회, 덤 6.5

## 역대 우승자
| 회수 | 연도 | 우승                 | 전적 | 준우승                 |
| ---- | ---- | -------------------- | ---- | ---------------------- |
| 1    | 1991 | 조치훈 九단          | 1-0  | 이시다 요시오 九단     |
| 2    | 1992 | 오타케 히데오 九단   | 1-0  | 조치훈 九단            |
| 3    | 1993 | 조치훈 九단          | 1-0  | 류시훈 五단            |
| 4    | 1994 | 모리타 미치히로 七단 | 1-0  | 린하이펑 九단          |
| 5    | 1996 | 고바야시 사토루 九단 | 1-0  | 나카오노다 도모미 七단 |
| 6    | 1997 | 고바야시 고이치 九단 | 1-0  | 고마쓰 히데키 九단     |
| 7    | 1998 | 가토 마사오 九단     | 1-0  | 조치훈 九단            |
| 8    | 1999 | 야마다 기미오 七단   | 1-0  | 모리타 미치히로 九단   |
| 9    | 2000 | 다카오 신지 七단     | 1-0  | 다카기 쇼이치 九단     |
| 10   | 2001 | 가토 마사오 九단     | 1-0  | 장쉬 七단              |
| 11   | 2002 | 고바야시 고이치 九단 | 1-0  | 왕명완 九단            |
| 12   | 2003 | 고바야시 고이치 九단 | 1-0  | 하네 나오키 九단       |
| 13   | 2004 | 다카오 신지 八단     | 1-0  | 야마다 기미오 八단     |
| 14   | 2005 | 유키 사토시 九단     | 1-0  | 장쉬 九단              |
| 15   | 2006 | 장쉬 九단            | 1-0  | 유키 사토시 九단       |
| 16   | 2007 | 장쉬 九단            | 1-0  | 유키 사토시 九단       |
| 17   | 2008 | 고노 린 九단         | 1-0  | 장쉬 九단              |
| 18   | 2009 | 이야마 유타 八단     | 1-0  | 장쉬 九단              |
| 19   | 2010 | 야마시타 케이고 九단 | 1-0  | 나카노 히로나리 九단   |
| 20   | 2011 | 이야마 유타 九단     | 1-0  | 유키 사토시 九단       |
| 21   | 2012 | 이야마 유타 九단     | 1-0  | 린한제 七단            |
| 22   | 2013 | 야마시타 케이고 九단 | 1-0  | 고노 린 九단           |
| 23   | 2014 | 고노 린 九단         | 1-0  | 요세키 七단            |
| 24   | 2015 | 유키 사토시 九단     | 1-0  | 조치훈 九단            |
| 25   | 2016 | 이치리키 료 七단     | 1-0  | 이야마 유타 九단       |
| 26   | 2017 | 시바노 도라마루 三단 | 1-0  | 위정치 七단            |
| 27   | 2018 | 이치리키 료 八단     | 1-0  | 모토키 가쓰야 八단     |
| 28   | 2019 | 이치리키 료 八단     | 1-0  | 우에노 아사미 三단     |
| 29   | 2020 | 이치리키 료 八단     | 1-0  | 이야마 유타 九단       |
| 30   | 2021 | 시바노 도라마루 九단 | 1-0  | 쉬자위안 九단          |
| 31   | 2022 | 이야마 유타 九단     | 1-0  | 유키 사토시 九단       |
| 32   | 2023 | 이야마 유타 九단     | 1-0  | 시바노 도라마루 九단   |
| 33   | 2024 | 후쿠오카 고타로 七단 | 1-0  | 이야마 유타 九단       |